# Liste d'espions allemands
Cette liste d'espions allemands recense des personnes qui se sont livrées à l'espionnage pour ou contre l'Allemagne.

## Caractéristiques
Les employés des services de renseignement allemands ne sont répertoriés que s'ils étaient des agents doubles. Les V-Mann de l'Office fédéral de protection de la constitution, de la police ou des douanes ne sont pas mentionnées.

## Avant 1914

### Pour l'Allemagne
- Alexander Bauermeister[2]
- Anton Dilger (de)
- Karl Gustav Ernst[3]
- Ferdinand Walsin Esterhazy
- Paul Hilken[4]
- Lucien Philippe[5]
- August Schluga von Rastenfeld[6]
- Benno von Siebert[5]

### Contre l'Allemagne
- Zinaida Smolyaninov[7]

### Agents doubles
- Pierre Aloysius Marquis d'Agdollo (de)
- Armgaard Karl Graves (de) (Renseignement naval (de) et MI5)

## Première Guerre mondiale (de 1914 à 1918)

### Pour l'Allemagne
- Alexander Bauermeister[2]
- Rudolf von Gerlach (de)
- Horst von der Goltz (de)
- Kurt Jahnke (de)
- Carl Hans Lody
- Franz Rintelen[8]

### Agents doubles
- Mata Hari

## République de Weimar (de 1918 à 1933)

### Pour l'Allemagne
- Kurt Jahnke (de)

## Reich allemand (de 1933 à 1945)

### Pour l'Allemagne
- Elyesa Bazna (pour le SD)
- Herbert Bahr (contre les États-Unis)[9]
- Johannes Becker[10]
- Paul Borchardt (de)
- William Colepaugh (de)
- Henri Devillers (contre la Résistance)[9]
- Johannes Dronkers[11]
- Frederic Duquesne[12]
- Albrecht Engels[13]
- Antonio Gama Pinto[13]
- Erich Gimpel (de) (contre les États-Unis)[14]
- Erich Glaser (contre les États-Unis)[15]
- Ignatz Greibl (contre les États-Unis)[15]
- Werner Georg Gudenberg (contre les États-Unis)[15]
- Stephen Held[16]
- Herbert von Heyer[13]
- Johanna Hoffmann (contre les États-Unis)[15]
- Kurt Jahnke (de)
- Josef Jakobs (de) (contre le Royaume-Uni)
- Willy Lonkowski (contre les États-Unis)[15]
- Georg Nikolaus
- Karel Richard Richter (contre le Royaume-Uni)[17]
- Elsa Schmehlik (contre la Suisse)[7]

### Contre l'Allemagne
- Nathalie Sergueïev[7]
- Richard Sorge (pour le GRU)

### Agents doubles
- Eddie Chapman (MI5 et Abwehr)
- Johann Jebsen (MI5 et Abwehr)
- Willy Lehmann (de) (Gestapo et NKWD)
- Ivar Lissner (de) (Abwehr et NKWD)
- Igor Orlow (de) (Abteilung Fremde Heere (de) et NKWD)
- Wulf Schmidt (MI5 und Abwehr)[18]
- Paul Thümmel (Abwehr et Tchécoslovaquie)
- Jan Valtin (Gestapo et Komintern)
- Erika Wendt (de) (Abwehr et Suède)

### Autres cas
- Klaus Fuchs (allemand; pour l'Union soviétique contre la Grande-Bretagne et les États-Unis)

## Guerre froide (de 1945 à 1990)

### Pour la République fédérale d'Allemagne
- Hans-Peter Andrae[19]
- Elli Barczatis (de)
- Winfried Baumann (de)
- Hannelore Bohm[20]
- Erich Brauns[21]
- Margarete Brauns[21]
- Rudolf Clemens[22]
- Wilhelm Dietl (de)
- August Enkemeier[23]
- Gertrud Enkemeier[23]
- Enrico (contre la RDA)[24]
- Ernst Fröhnel[25]
- Brunhilde Heinze[25]
- Alfred Keckert[21]
- Lieselotte Klotschkoff[25]
- Karl Laurenz (de)
- Gunther Kessler[26]
- Ursula Kessler[26]
- Werner Mauss (de)

### Contre la République fédérale et pour la République démocratique allemande (RDA)
- Udo Albrecht (de)
- Gerhard Arnold[27]
- Alfred Bahr[27]
- Christine Bauer („Jasmina“)[28]
- (Hans) Mario Bauer („Jürgen“)[28]
- Annegrete Baumann[29]
- Dieter Baumann[29]
- Gerhard Baumann (de)
- Hermann von Berg (de)
- Helge Berger („Komtess“)[28]
- Helga Berger[30],[31],[32]
- Karl-Heinz Bernhardt (de)
- Lorenz Betzing (de)
- Alwin Beyer[33]
- Hagen Blau (de)
- Gerhard Block[34]
- William Borm
- Arthur Brokop[29]
- Irmgard Brokop[29]
- Christel Broszey[35],[36],[37],[38]
- Gert Caden (de)
- Friedrich Cremer (de)
- Klaus Croissant
- Reinhold Daum (de)
- Rolf Dobbertin[27]
- Anton Donhauser (de)
- Dieter W. Feuerstein (de)
- Alfred Frenzel (de)
- Peter Fuhrmann[39]
- Ingrid Garbe[40],[37]
- Karl-Heinz Glocke (de)
- Inge Goliath (née Hanke)[41],[42],[37]
- Wolfgang Goliath[41]
- Harald Gottfried[40]
- Wilhelm Gronau[40]
- Knut Gröndahl (de)[43]
- Rolf Grunert (de)
- Christel Guillaume
- Günter Guillaume
- Wolfram von Hanstein (de)
- Margarete Hassler[44]
- Karl Hauffe (de)
- Peter Heilmann (de)
- Brigitte Heinrich
- Gero Hilliger (agent double)
- Monika Hoffmann[38]
- Ursula Höfs[35],[45] (surnommée Ursel)[37]
- Dagmar J.[37]
- Margarete Höke[37]
- Hans-Dieter Jacobsen (de)
- Doris K.[46]
- Dagmar Kahlig-Scheffler[40]
- Adolf Josef Kanter (de)
- Herbert Kemper („Harry“)[28]
- Ruth Kemper („Hanna“)[28]
- Willi Knipp[40]
- Roselie Kunze[40]
- Eckardt Kurschat[47]
- Gerd Löffler (de) (pour la Reconnaissance militaire de la NVA (de))
- Ursel Lorenzen (de)[37]
- Horst Ludwig (plus tard aussi pour l'Union soviétique)[48]
- Sonja Lüneburg (de)[37]
- Lothar-Erwin Lutze (de)[40]
- Renate Lutze, née. Übelacker[40],[46]
- Rudolf Maerker (de)
- Horst Meier (de)
- Till Meyer (de)
- Norbert Moser (de)
- Reiner Müller („Siggi“)[28]
- Henning Nase[49]
- Johanna Olbrich (de)
- Maria Ott[44]
- Ludwig Pauli („Adler“)[28]
- Ehrenfried Petras (de)
- Dieter Popp (de)
- Lilli Pöttrich (de)
- Wolf-Heinrich Prellwitz[50]
- Klaus Randecker[47]
- Armin Raufeisen (de)
- Klaus von Raussendorff (de)
- Erika Reißmann (de) (aussi connu sous le pseudonyme d'„Ursula Richter“)[51]
- Karl-Heinz Rode (de) („Maro“)[28]
- Helga Rödinger[35]
- Rainer Rupp
- Günther Sänger[27]
- Götz Schlicht (de)
- Karlfranz Schmidt-Wittmack (de)
- Dirk Schneider (de)
- Diethelm Schröder[52],[53]
- Erika Schneider[54],[55]
- Victor Schneider[54],[55]
- Gerda Schröter[56]
- Irene Schultze[40]
- Otto-Friedrich Schweikhardt[57]
- Dietrich Staritz (de)
- Heinz D. Stuckmann (de) („Dietrich“)[28]
- Alois Tomaschek[57]
- Friedrich Tomberg (de)
- Günther Tonn[58]
- Hans Voelkner (de)
- Lothar Weirauch (de)
- Heinz Helmuth Werner („Cherry“)[59]
- Anna WesselModèle:Baumgärtner
- Heinrich Wiedemann[40]
- Karl Wienand (de)
- Jürgen Wiegel[40],[32]
- Astrid Willner (de)
- Herbert Willner (de)
- Bruno Winzer (de)
- Peter Wolter (de)

### Contre la République fédérale (autres États)
- Rudolf Büchner (pour le KGB)[38]
- Horst Ludwig (également pour la RDA)[60]
- Gudrun Müller (pour le KGB)[60]
- Manfred Ramminger (de) (pour l'URSS)
- Bruno Sniegowski (pour la Pologne)

### Pour la RDA contre les autres États
- Hans-Joachim Bamler (contre la France)
- Jeffrey Carney (de) (contre les États-Unis)
- James W. Hall (contre les États-Unis)
- Horst Hesse (contre les États-Unis)
- Gabriele Kliem (contre les États-Unis)[61]
- Fusako Shigenobu (contre le Japon)
- Hans-Günter et Gisela Wolf (de) (pour les Renseignements militaires de l'Armée populaire nationale (de) contre la Suisse)
- Hans-Günter Wolf (pour die Militärische Aufklärung der NVA contre la Suisse)
- Hüseyin Yıldırım (de) (contre les États-Unis)
- Alfred Zehe (de) (contre les États-Unis)

### Contre la RDA (autres États)
- Erika Lokenvitz (pour la CIA)[38]

### Agents doubles
- Hans-Joachim Armborst (MfS et LfV NI)[62]
- Wilhelm Balke (MfS und LfV NI)[63]
- Walter Barthel (Journaliste) (de) (MfS et BfV)
- Rolf Brauns (MfS et BND)[21]
- Johannes Clemens (de) (KGB et OG/BND)
- Siegfried Dombrowski (de) (CIA/BND et Militärische Aufklärung der NVA)
- Heinz Felfe (KGB et BND)
- Reiner Fülle (de) (MfS et BfV)
- Gabriele Gast (MfS et BND)
- Heidrun Hofer (KGB et BND, voir Operation Skorpion)
- Wolfgang Höher (de)
- Hermann Kastner (Organisation Gehlen, BND, NKWD und MfS)
- Joachim Krase (de) (MfS et MAD)
- Klaus Kuron (de) (MfS et BfV)
- Bernd Ohnesorge (MfS, SIS, CIA)
- Igor Orlow (de) (Organisation Gehlen, CIA et KGB)
- Hans Sommer (Membre de la SS) (de) (MfS et Organisation Gehlen)
- Alfred Spuhler (de) (MfS et BND)
- Werner Stiller (MfS et BND)
- Erwin Tiebel (de) (MfS et Organisation Gehlen/BND)
- Hansjoachim Tiedge (MfS et BfV)
- Gerhard Baumann (de) (SD, BND et MfS)

### Autres cas
- Hermann Lüdke (soupçon d'espionnage, employeur incertain)
- Alice Michelson (allemande, pour le KGB contre les États-Unis)

## République fédérale depuis 1990

### Contre l'Allemagne
- Andreas Anschlag (nom de code, Russie)[64]
- Heidrun Anschlag (nom de code, Russie)
- Ralph G. (pour la Russie contre la Bundeswehr)[65]
- Daniel M. (Suisse)[66]
- Roque M. (contre le BfV)[67]
- Abdul-Hamid S. (contre la Bundeswehr)[68]
- Thomas H.[69]

### Agents doubles
- Klaus Lange et Klara Knapp (Chine)
- Carsten L. (BND et Russie)
- Markus R. (BND et CIA)